# Carl Kindermann (Redakteur)
Carl Kindermann war ein deutscher Gerichtsassessor. Als Herausgeber und Redakteur politischer Zeitschriften wurde er insbesondere zur Zeit der Deutschen Revolution 1848/1849 tätig.

## Leben
Carl Kindermann arbeitete nach seinem Studium als Gerichtsassessor in Herford, wurde dort jedoch Anfang der 1840er Jahre „wegen unwürdigen Benehmens“ aus dem Amt entlassen.
Nach einer Tätigkeit als Konsulent begann er ab 1848 als Redakteur, Mitarbeiter und Herausgeber verschiedener Zeitschriften tätig zu werden, darunter
- ab 1848 in Herford das Westphälische Volksblatt[1]
- später von Lemgo aus den Boten für Stadt und Land, die „im Juli 1850 für die königlich preußischen Staaten verboten wurde.“[1]

Ab 1850 war Kindermann in verschiedenen in Lemgo herausgegebenen Zeitschriften nur noch als Mitarbeiter verzeichnet, darunter
- Der Hahn für Stadt und Land,[1]
- Der Leuchtthurm.[1]

Ende 1852 wurde Carl Kindermann Redakteur der Anzeigen für Lippe und den Regierungsbezirk Minden, die jedoch schon bald durch die Regierung des Fürstentums Lippe verboten wurden.
Zum 1. Januar 1853 wird Carl Kindermann, neben Adolf Streckfuß, Haupt-Mitarbeiter der von Adolf Mensching redigierten Norddeutschen Volkszeitung, deren Vorläufer die „Hannoversche Volkszeitung“ war.
Kindermann stand nicht nur wegen angeblicher Verbindungen zum Bund der Kommunisten unter polizeilicher Überwachung.